# ادریان فاستر (بازیکن فوتبال)
ادریان فاستر (انگلیسی: Adrian Foster؛ زادهٔ ۱۹ مارس ۱۹۷۱) بازیکن فوتبال اهل بریتانیا است.
از باشگاه‌هایی که در آن بازی کرده‌است می‌توان به باشگاه فوتبال وست برومویچ آلبیون، باشگاه فوتبال بث سیتی، باشگاه فوتبال یئوویل تاون، باشگاه فوتبال تورکی یونایتد، باشگاه فوتبال گیلینگام، باشگاه فوتبال اکستر سیتی، باشگاه فوتبال فروم تاون، باشگاه فوتبال فارست گرین راورز، و باشگاه فوتبال هرفورد یونایتد اشاره کرد.